# Mikoyan-Gurevich I-230
Mikoyan-Gurevich I-230 là một mẫu máy bay thử nghiệm cải tiến của MiG-3, nó được Liên Xô chế tạo vào năm 1941, và còn được biết đến với tên gọi MiG-3U.

## Lịch sử
Với mục tiếu là cải tiến đường nét khí động học của thiết kế cơ bản MiG-3, OKB bắt đầu công việc vào cuối năm 1941 trên một phiên bản tăng cường chiến đấu mà được chỉ định là D. Nó được biết đến chính thức với tên gọi I-230, và sau đó là MiG-3U - từ hậu tố biểu thị việc cải tiến - một máy bay chiến đấu mới, nó bay lần đầu tiên vào tháng 8-1942. Trong khi khi mà thân máy bay của MiG-3 chủ yếu làm bằng théo với hợp kim duyra bọc vỏ, điều đó ngược lại với I-230, nó được làm khung bằng gỗ do sự thiếu hụt kim loại lúc bấy giờ. Khi so sánh với MiG-3, thân máy bay của I-230 dài hơn 37 cm, nhưng động cơ Mikulin AM-35A vẫn được giữ lại và cánh của mẫu đầu tiên được thay đổi, vũ khí gồm có 2 pháo ShVAK (SP-20) 20 mm được đặt trên động cơ. Mẫu thứ 2 được thay đổi thêm, với diện tích cánh là 18.00 m2 và sải cánh là 11.00 m. Hiệu suất bay tỏ ra tốt trong thời gian thử nghiệm, nhưng nó không thể tồn tại do không có việc phục hồi sản xuất động cơ AM-35A và việc sản xuất I-230 bị hạn chế, chỉ có 5 máy bay được chế tạo và chuyển giao cho Trung đoàn bảo vệ số 1 (1 GvIAP) tại mặt trận Kalinin.

## Thông số kỹ thuật (I-230)

### Đặc điểm riêng
- Phi đoàn: 1 người
- Dài: 8.62 m (27 ft 1 in)
- Chiều dài cánh: 10.20 m (33 ft 6 in)
- Chiều cao: 3.50 m (11 ft 6 in)
- Diện tích cánh: 17.44 m² (188 ft²)
- Loại cánh: Clark YH
- Trọng lượng rỗng: 2.612 kg (5.965 lbs)
- Trọng lượng cất cánh: 3.285 kg (7.415 lbs)
- Động cơ: 1× Mikulin AM-35A bộ làm mát bằng không khí V-12, công suất 993 kW (1.350 HP)

### Hiệu suất bay
- Vận tốc tối đa: 660 km/h
- Phạm vi hoạt động: 1350 km
- Trần bay: 11.500 m (37.700 ft)
- Tốc độ lên cao: 14.7 m/s (2.890 ft/min)
- Lực nâng của cánh: 192 kg/m² (39.4 lb/ft²)
- Lực đẩy/khối lượng: 0.30 kW/kg (0.18 hp/lb)

### Vũ khí
- 2x pháo ShVAK 20 mm

## Nội dung liên quan

### Máy bay có cùng sự phát triển
- Mikoyan-Gurevich MiG-3
- Mikoyan-Gurevich I-210
- Mikoyan-Gurevich I-211
- Mikoyan-Gurevich I-222

### Danh sách máy bay thí nghiệm của Liên Xô
MiG I-210 - MiG I-211 - MiG I-230 - MiG I-220 - MiG I-231 - MiG I-222 - MiG I-224 - MiG I-225